# Повіт Кіта-Адзумі
Пові́т Кіта́-Адзумі (яп. 北安曇郡, きたあづみぐん, МФА: [kʲi̥ta ad͡zumʲi guɴ]) — повіт в префектурі Наґано, Японія.